# 72 Leonis
72 Leonis, som är stjärnans Flamsteed-beteckning, är en ensam stjärna, belägen i den norra delen av stjärnbilden Lejonet och har även  variabelbeteckningen FN Leonis. Den har en högsta skenbar magnitud av ca 4,56 och är svagt synlig för blotta ögat där ljusföroreningar ej förekommer. Baserat på parallaxmätning inom Hipparcosuppdraget på ca 3,4 mas, beräknas den befinna sig på ett avstånd på ca 1 000 ljusår (ca 290 parsek) från solen. Den rör sig bort från solen med en heliocentrisk radialhastighet på ca 15 km/s.

## Egenskaper
72 Leonis är en röd till orange ljusstark jättestjärna av spektralklass M3 IIb, och är en spektral standardstjärna för denna klass. Den har en radie som är 162 - 179 solradier och utsänder från dess fotosfär ca 5 400 gånger mera energi än solen vid en effektiv temperatur av ca 3 700 K.
72 Leonis klassificeras som en långsam oregelbunden variabel av typ LC, som varierar i skenbar magnitud från 4,56 ner till 4,64.